# Set the Fire to the Third Bar
Set the Fire to the Third Bar è un singolo del gruppo musicale scozzese Snow Patrol, pubblicato nel 2006 ed estratto dall'album Eyes Open.
Il brano vede la partecipazione di Martha Wainwright come cantante.

## Video musicale
Il video musicale della canzone è stato diretto da Paul McGuigan.

## Tracce
- CD (Singolo)

1. Set the Fire to the Third Bar – 3:22
2. You're All I Have (Live in Hamburg) – 4:42

- 7" (Vinile)

1. Set the Fire to the Third Bar – 3:22
2. Chasing Cars (Live in Hamburg) – 4:30

- CD (Promo)

1. Set the Fire to the Third Bar (Radio Edit) – 3:16
2. Set the Fire to the Third Bar – 3:22